# 貓頭鷹出版社
貓頭鷹出版社（英語：Owl Publishing House Co., LTD.）是臺灣城邦文化旗下的出版社，主要出版圖鑑等工具書。。

## 歷史
貓頭鷹出版社於1992年成立，初即引進英國DK公司單卷百科全書《新世紀彩色圖解百科全書》打響名號。1997年與麥田出版、商周出版合資成立城邦文化出版集團。

## 出版路線
初期以單卷、主題式百科全書為出版重心，逐步成為各類知識的展演舞台，尤其著力於科學科技、歷史人文與整理台灣物種等非虛構主題更形成獨特的競爭主力。展現成果如下：
- 引介國際知名經典作品：法國史學大師巴森《從黎明到衰頹》，瑞典漢學家林西莉《漢字的故事》（Tecknens rike），西蒙·波娃《第二性》（法文譯家邱瑞鑾全文翻譯），查爾斯·達爾文《物種源始》，國際科技趨勢大師KK凱文·凱利《科技想要什麼》、《必然》、《釋控》等。
- 開發優秀中文創作品：腦科學家謝伯讓《大腦簡史》、羅一鈞《心之谷》、潘富俊《中國文學植物學》相關系列、張隆志組織新生代未來史家撰寫《跨越世紀的信號》大系、婦運先驅顧燕翎《女性主義經典選讀》、翁佳音暨曹銘宗合著《吃的台灣史》、沈愷《圖解甲骨文字典》、康鍩錫《台灣老花磚圖錄》等。
- 長期投入資源整理台灣物種，已出版《台灣原生植物全圖鑑》八卷九巨冊、《台灣蛙類與蝌蚪圖鑑》、《台灣行道樹圖鑑》等。

## 外部連結
- 貓頭鷹出版Facebook （页面存档备份，存于）
- 貓頭鷹出版Instagram
- 貓頭鷹出版的說書巢（部落格） （页面存档备份，存于）